# 李驎
李驎（1634年—1710年），原名國遴，字簡子，改字西駿，號虬峰，南直隸揚州府高郵州興化縣人，清朝作家。

## 生平
明朝首輔李春芳六世孫。李長似孫，李潮子，李清從侄。祖母為高邦佐從侄女。十歲即能詩，明亡後隱居，以教書為生。與從叔李沂、從弟李國宋皆以工詩稱高士，時人號為三李。一生窮困潦倒，康熙四十九年（1710年）卒，無子嗣。著有《虬峰文集》20卷，乾隆四十四年（1779年）爆發“虬峰集案”，興化縣知縣多澤厚奉聖諭查繳禁書，有人告發《虬峰文集》有“杞人憂轉切，翹首待重明”之句，當時李沂、李驎均已去世，李驎“照大逆凌遲律銼碎其尸、梟首示眾”，李沂墓毁。